# Oecetis ditissa
Oecetis ditissa är en nattsländeart som beskrevs av Ross 1966. Oecetis ditissa ingår i släktet Oecetis och familjen långhornssländor. Inga underarter finns listade i Catalogue of Life.